# Алиша Столингс
Алиша Елсбет Столингс (на английски: Alicia Elsbeth Stallings) е американска поетеса и преводачка.

## Биография
Столингс е родена на 2 юли 1968 година в град Декейтър, щата Джорджия. Учи класически филологии и изследвания в Университета в Джорджия (1990) и Оксфордския университет. Редактор е в изданието „Атланта Ревю“ (Atlanta Review). През 1999 година Столингс се премества да живее в Атина, където остава за постоянно. Заема поста директор на програма „Поезия“ в Атинския център. Омъжена е за Джон Псаропулос, редактор на вестник „Атински новини“.
Творчеството на Столингс се свързва със стила на новия формализъм. Автор е на три книги лична поезия: Archaic Smile (1999, „Древна усмивка“), Hapax (2006, „Хапакс“), and Olives (2012, „Маслини“). През 2007 година, публикува поетичен превод на „За природата на нещата“ от Тит Лукреций Кар (De Rerum Natura). Работите ѝ са ласкаво сравнявани с поезията на Ричард Уилбър и Една Сейнт Винсънт Милей.

## Награди
Дебютната ѝ стихосбирка, Archaic Smile, получава Наградата „Ричард Уилбър“ за 1999 година и е финалист както за Наградата „Уолт Уитман“, така и за поредицата „Млади Йейлски поети“. Втората ѝ стихосбирка, Hapax (2006), печели Американския поетичен приз за 2008 година. Стихове на Алиша Столингс са включвани в антологиите на най-добрата американска поезия от 1994 до 2000 година. Столингс е носител и на наградите „Пушкарт“, „Юнис Теетиенс“, Наградата за сонет на 2004 г. на името на Хауърд Немеров, и наградата „Джеймс Дики“. През 2010 година е удостоена с Наградата за превод на името на Уилис Барнстоун. През 2011 година е лауреат на наградите „Гугенхайм“ и на Фондация „Макартър“ и е приета за почетен член на Обществото на артистите в Съединените щати. През 2012 година книгата ѝ „Olives“ е сред финалистите за годишната награда на Националното общество на литературните критици.